# Claudio Rimbaldo
Claudio Rimbaldo (Pola, 13 novembre 1932 – Firenze, 9 gennaio 2022) è stato un calciatore italiano, di ruolo centrocampista.

## Carriera
Centromediano, ha disputato 12 campionati di Serie A con le maglie di Torino, Triestina e Fiorentina per complessive 195 presenze e 5 reti in massima serie. Ha inoltre collezionato 9 presenze in Serie B con la maglia del Napoli.
Nella stagione 1960-1961 si aggiudica con la Fiorentina sia la Coppa delle Coppe (disputando entrambi gli incontri di finale con i Rangers Glasgow) sia la Coppa Italia (senza scendere in campo nella finalissima contro la Lazio). Ha inoltre disputato le finali di Coppa delle Coppe 1961-1962, Coppa Italia 1958 e 1959-1960, conclusesi con la sconfitta.

## Palmarès

### Club

#### Competizioni nazionali
- Serie B: 1

Triestina: 1957-1958
- Coppa Italia: 1

Fiorentina: 1960-1961

### Competizioni internazionali
- Coppa delle Coppe: 1

Fiorentina: 1960-1961
- Coppa dell'Amicizia italo-francese: 1

Fiorentina: 1960
- Coppa delle Alpi: 1

Fiorentina: 1961